# Futsal Klub Tirana
Futsal Klub Tirana – albański klub futsalowy z siedzibą w mieście Tirana, obecnie występuje w najwyższej klasie rozgrywkowej Albanii.

## Sukcesy
- Mistrzostwo Albanii (7): 2003/04, 2005/06, 2007/08, 2008/09, 2009/10, 2015/16, 2017/18
- Puchar Albanii (1): 2012